# SB新書
SB新書（エスビーしんしょ）は、SBクリエイティブが発行する新書レーベル。

## 沿革と概要
2006年3月17日、ソフトバンク クリエイティブがソフトバンク新書を創刊。
キーワードは、好奇心の扉を開け！
。
非常に高い注目を集めており、ベストセラーがいくつも生み出されている新書というメディアの性格として、1つには、「話題になっているテーマについて、最新の情報や展望を解説する」といったものがあり、もう1つには、「それぞれのテーマについて、いち早く全体像をつかみたい」というダイジェスト性があるが、SB新書は「自分を広げていくための、好奇心の扉」をテーマとするということが、創刊時に発表された「創刊の意図」の中で述べられた。また、各分野で活躍している著名人や旬の人物の生き方や思考法に迫るものや、最新の情報やテーマ、知識などを専門家が新しい視点でわかりやすく解説したものなどを柱として、幅広いジャンルで展開していくとも述べられている。
2013年10月1日、ソフトバンク クリエイティブが、社名をSBクリエイティブに変更したのを伴い、ソフトバンク新書は、シリーズ名がSB新書に変更された。
装丁は株式会社ブックウォール（代表：松昭教）による。
2009年3月に通巻100点を、2012年7月に通巻200点を突破した。電子書籍版も出されている。
2015年12月、カバーがリニューアルされる。
2018年8月、「SBビジュアル新書」を創刊。
基本的には1色刷りであるが、『古地図とめぐる東京歴史探訪』（荻窪圭）、『東京レスタウロ 歴史を活かす建築再生』（民岡順朗）はフルカラーである。
毎月18日頃に3点程度ずつ刊行されている。

## 創刊ラインナップ
創刊ラインナップは次のとおり。
1. 人という動物と分かりあう（畑正憲）
2. 宗教としてのバブル（島田裕巳）
3. 機長が語るヒューマン・エラーの真実（杉江弘）
4. 編集長を出せ！ 『噂の真相』クレーム対応の舞台裏（岡留安則）
5. なぜモチベーションが上がらないのか（児玉光雄）
6. 適当論（高田純次）